# Ferdinand Filip z Lobkovic
Ferdinand Filip, VI. kníže z Lobkovic (německy Ferdinand Philipp Fürst von Lobkowicz (27. dubna 1724 Praha – 14. ledna 1784 Vídeň) byl český šlechtic, v letech 1739–1784 panující kníže z Lobkovic.

## Životopis
Narodil se v Praze v roce 1724 jako druhý syn knížete Filipa Hyacinta z Lobkovic (1680–1737) a jeho manželky, hraběnky Anny Marie Vilemíny z Althannu. Po náhlé smrti otce v roce 1734 se hlavou rodu stal Ferdinandův starší bratr Václav Ferdinand, ten však zemřel o dva roky později ve věku šestnácti let, a hlavou lobkovického domu se stal Ferdinand Filip.
Když na začátku válek o rakouské dědictví pruský císař Fridrich II. napadl Slezsko, rozhodl se Ferdinand Filip, přestože byl jeho rod po desítky let zcela věrný trůnu, podpořit Fridricha, aby tak chránil svůj majetek ve Slezsku a zejména Zaháňsko (tvořící značnou část Slezského vévodství), které jeho rod získal asi před osmdesáti lety, a to i proti panovnickému nároku Marie Terezie. To byl pravděpodobně jeden z hlavních důvodů, proč byl jedním ze dvou Lobkovických knížat, kteří nebyli vyznamenáni Řádem zlatého rouna.
Z důvodů ochrany svých zájmů se Ferdinand Filip také snažil vyhnout se válce ve Slezsku a v Čechách. Když pochopil, že střet mezi Pruskem a Rakouskem je nevyhnutelný, rozhodl se opustit Čechy. Věděl, že ve Vídni nebude dobře přijat, proto se rozhodl přestěhovat do Anglie, kde strávil většinu svého života. Na cestě jej doprovázel hudební skladatel Christoph Willibald Gluck, který byl jeho zaměstnancem v orchestru v Lobkovickém paláci.
Po skončení války se vrátil do Čech a přivezl do svého paláce dva obrazy od italského mistra Canaletta zakoupené v Londýně, jimiž obohatil svou velkou uměleckou sbírku.
Ferdinand Filip Josef, kníže z Lobkowicz na Roudnici, započal v pod zámkem Jezeří stavbu Hraběcí kaple podle plánů italského architekta Andrease Altomonteho z roku 1753. Cílem bylo vybudovat rodinnou hrobku rodu Lobkowiczů a současně poutní místo pod zámkem Jezeří. Stavba nikdy nebyla dokončena. Zřícenina stále (2023) existuje.
Po návratu do Vídně se mu podařilo smířit se s rakouským císařským domem.
Ferdinand Filip, VI. kníže z Lobkovic zemřel ve Vídni v roce 1784 poté. Jeho tělo bylo později převezeno do kostela sv. Václava v Roudnici .

## Manželství a děti
Ferdinand Filip se oženil s Gabriellou Savojskou (1748–1828), dcerou knížete Ludvíka Viktora Savojského z Carignana, nejprve v zastoupení 24. června 1769 v italském Settimo Torinese poblíž Turína a poté oficiálně 10. července t.r. ve Vídni. Pár měl jednoho syna:
- Josefa Františka Maxmiliána (1772–1816), VII. knížete z Lobkovic, vévodu zaháňského, vévoda roudnického. Byl ženatý s kněžnou Marií Karolínou ze Schwarzenbergu.

## Vývod z předků
| Ferdinand Filip, VI. kníže z Lobkovic | Otec: Filip Hyacint, IV. kníže z Lobkovic | Dědeček z otcovy strany: Ferdinand August, III. kníže z Lobkovic | Dědeček z otcovy strany: Václav Eusebius z Lobkovic                           | Dědeček z otcovy strany: Zdeněk Vojtěch, I. kníže z Lobkovic               |
| Ferdinand Filip, VI. kníže z Lobkovic | Otec: Filip Hyacint, IV. kníže z Lobkovic | Dědeček z otcovy strany: Ferdinand August, III. kníže z Lobkovic | Dědeček z otcovy strany: Václav Eusebius z Lobkovic                           | Prababička z otcovy strany: Polyxena z Pernštejna                          |
| Ferdinand Filip, VI. kníže z Lobkovic | Otec: Filip Hyacint, IV. kníže z Lobkovic | Dědeček z otcovy strany: Ferdinand August, III. kníže z Lobkovic | Prababička z otcovy strany: Žofie Augusta Falcko-Sulzbašská                   | Dědeček z otcovy strany: August Falcko-Sulzbašský                          |
| Ferdinand Filip, VI. kníže z Lobkovic | Otec: Filip Hyacint, IV. kníže z Lobkovic | Dědeček z otcovy strany: Ferdinand August, III. kníže z Lobkovic | Prababička z otcovy strany: Žofie Augusta Falcko-Sulzbašská                   | Prababička z otcovy strany: Hedvika z Holštýnsko-Gottorpská                |
| Ferdinand Filip, VI. kníže z Lobkovic | Otec: Filip Hyacint, IV. kníže z Lobkovic | Otcovská babička: Klaudie Františka Nasavsko-Hadamarská          | Dědeček z otcovy strany: Mořic Jindřich Nasavsko-Hadamarský                   | Dědeček z otcovy strany: Jan Ludvík Nasavsko-Hadamarský                    |
| Ferdinand Filip, VI. kníže z Lobkovic | Otec: Filip Hyacint, IV. kníže z Lobkovic | Otcovská babička: Klaudie Františka Nasavsko-Hadamarská          | Dědeček z otcovy strany: Mořic Jindřich Nasavsko-Hadamarský                   | Prababička z otcovy strany: Uršula z Lippe                                 |
| Ferdinand Filip, VI. kníže z Lobkovic | Otec: Filip Hyacint, IV. kníže z Lobkovic | Otcovská babička: Klaudie Františka Nasavsko-Hadamarská          | Prababička z otcovy strany: Ernestina Šarlota Nasavsko-Siegenská              | Dědeček z otcovy strany: Jan VIII. Nasavsko-Siegenský                      |
| Ferdinand Filip, VI. kníže z Lobkovic | Otec: Filip Hyacint, IV. kníže z Lobkovic | Otcovská babička: Klaudie Františka Nasavsko-Hadamarská          | Prababička z otcovy strany: Ernestina Šarlota Nasavsko-Siegenská              | Prababička z otcovy strany: Ernestina Jolanda z Ligne                      |
| Ferdinand Filip, VI. kníže z Lobkovic | Matka: Anna Marie Vilemína z Althannu     | Dědeček matky: Michael Ferdinand, hrabě z Althannu               | Pradědeček matky: Michael Václav, hrabě z Althannu                            | Pradědeček matky: Michael Adolf, hrabě z Althannu                          |
| Ferdinand Filip, VI. kníže z Lobkovic | Matka: Anna Marie Vilemína z Althannu     | Dědeček matky: Michael Ferdinand, hrabě z Althannu               | Pradědeček matky: Michael Václav, hrabě z Althannu                            | Mateřská babička: Marie Eva ze Šternberka                                  |
| Ferdinand Filip, VI. kníže z Lobkovic | Matka: Anna Marie Vilemína z Althannu     | Dědeček matky: Michael Ferdinand, hrabě z Althannu               | Mateřská babička: Anna Marie Alžběta, hraběnka z Reckheimu a Aspremont-Lynden | Pradědeček matky: Ferdinand van Lynden, baron z Lyndenu, hrabě z Reckheimu |
| Ferdinand Filip, VI. kníže z Lobkovic | Matka: Anna Marie Vilemína z Althannu     | Dědeček matky: Michael Ferdinand, hrabě z Althannu               | Mateřská babička: Anna Marie Alžběta, hraběnka z Reckheimu a Aspremont-Lynden | Mateřská babička: Alžběta, hraběnka z Fürstenbergu na Heiligenbergu        |
| Ferdinand Filip, VI. kníže z Lobkovic | Matka: Anna Marie Vilemína z Althannu     | Babička z matčiny strany: Marie Eleonora Lažanská z Bukové       | Pradědeček matky: Karel Maxmilián, hrabě Lažanský z Bukové                    | Pradědeček matky: Ferdinand Rudolf, hrabě Lažanský z Bukové                |
| Ferdinand Filip, VI. kníže z Lobkovic | Matka: Anna Marie Vilemína z Althannu     | Babička z matčiny strany: Marie Eleonora Lažanská z Bukové       | Pradědeček matky: Karel Maxmilián, hrabě Lažanský z Bukové                    | Mateřská babička: Markéta Vratislavová z Mitrovic                          |
| Ferdinand Filip, VI. kníže z Lobkovic | Matka: Anna Marie Vilemína z Althannu     | Babička z matčiny strany: Marie Eleonora Lažanská z Bukové       | Mateřská babička: Anna Alžběta, baronka von Spandko                           | Pradědeček matky: Paris, baron von Spandko                                 |
| Ferdinand Filip, VI. kníže z Lobkovic | Matka: Anna Marie Vilemína z Althannu     | Babička z matčiny strany: Marie Eleonora Lažanská z Bukové       | Mateřská babička: Anna Alžběta, baronka von Spandko                           | Mateřská babička: Eva Marie Schirdingová ze Schirndingu                    |